# Gyrinomimus grahami
Gyrinomimus grahami là một loài cá dạng cá voi thuộc chi Gyrinomimus, được tìm thấy tại tất cả các vùng biển phương nam.